# ابوزراعه معمری
ابوزراعه معمری جرجانی یا ابوزرعه از شاعران نزدیک به روزگار رودکی (مرگ ۳۲۹) بوده‌است. شعر زیر از اوست:
| آنجا که درم باید دینار براندازم |  | وانجا که سخن باید چون موم کنم آهن |
| چون باد همی‌گردد با باد همی‌گردم  |  | گه با قدح و بربط گه با زره و جوشن |